# Хили, Пэт (боец)
Па́трик «Пэт» Хи́ли (англ. Patrick "Pat" Healy; 20 июля 1983, Сейлем) — американский боец смешанного стиля, представитель полусредней и лёгкой весовых категорий. Выступал на профессиональном уровне в период 2001—2018 годов, известен по участию в турнирах таких бойцовских организаций как UFC, Strikeforce, WEC, KOTC, ACB, MFC, Titan FC, IFL и др.

## Биография
Родился 20 июля 1983 года в городе Сейлем штата Орегон. Уже в возрасте четырнадцати лет серьёзно задумался о карьере бойца смешанного стиля и вместе со своим братом-близнецом Райаном приступил к тренировкам. В это время их близкий друг уже занимался муай-тай и часто приходил к ним на тренировки продемонстрировать свою ударную технику. Во время учёбы в старшей школе в течение четырёх лет Патрик состоял в школьной борцовской команде, активно выступал на соревнованиях, в частности занял седьмое место на чемпионате штата. Поступив в университет, продолжил заниматься борьбой, выступал во втором дивизионе Национальной ассоциации студенческого спорта.
Дебютировал в ММА на профессиональном уровне в августе 2001 года, свой первый бой проиграл техническим нокаутом за 39 секунд. Тем не менее, поражение не отвратило его от смешанных единоборств, он продолжил принимать участие в бойцовских поединках, чередуя победы с поражениями. Одно из наиболее значимых достижений в этот период — победа «гильотиной» над Дэном Харди. Выступал в таких промоушенах как World Extreme Cagefighting, King of the Cage, Titan Fighting Championships.
В августе 2006 года Хили провёл один бой в крупнейшей бойцовской организации мира Ultimate Fighting Championship, но закрепиться здесь не смог — в поединке с Энтони Торресом попался в удушающий приём сзади и вынужден был сдаться. В дальнейшем с попеременным успехом выступал в организации International Fight League, одержал здесь две победы и потерпел два поражения. С 2008 года сотрудничал с канадской организацией Maximum Fighting Championship, где в поединках с Райаном Фордом завоевал и защитил титул чемпиона в полусредней весовой категории. Также пытался выиграть чемпионский пояс Shark Fights, но потерпел неудачу.
Имея в послужном списке 22 победы и 15 поражений, в 2010 году Пэт Хили подписал контракт с крупной бойцовской организацией Strikeforce. Выступал здесь весьма успешно, в течение трёх лет провёл восемь поединков, из которых семь выиграл. Когда в 2013 году организация была поглощена мировым гигантом UFC, Хили по контракту автоматически перешёл к новым владельцам. В UFC выиграл сдачей у Джима Миллера, получив награды за лучший бой вечера и лучший приём вечера, однако позже оказалось, что он провалил послематчевый допинг-тест — в его пробе обнаружили следы марихуаны. Его отстранили от соревнований на 90 дней, в то время как результат поединка с Миллером был отменён, в том числе провинившегося бойца лишили бонусов за лучший бой вечера и лучший приём вечера.
После окончания срока дисквалификации Хили продолжил выступать в UFC, но большого успеха здесь не добился, проиграв все четыре оставшихся по контракту поединка. Он встречался в октагоне с непобеждённым россиянином Хабибом Нурмагомедовым и проиграл ему единогласным судейским решением. Затем последовали аналогичные поражения от Бобби Грина, Хорхе Масвидаля и Глейсона Тибау.
Покинув UFC, Хили дрался в менее престижных промоушенах, в частности в период 2015—2016 годов выступал в Titan FC, где сумел завоевать и защитить титул чемпиона в лёгкой весовой категории. В январе 2017 года выступил на турнире российской организации Absolute Championship Berkut, за 38 секунд проиграл техническим нокаутом Леандру Силве.
В январе 2018 года потерпел поражение техническим нокаутом от россиянина Магомеда Раисова и вскоре объявил о завершении спортивной карьеры: «Я разочарован своей производительностью. Я много думал об этом в последнее время и принял решение — бой с Раисовым стал для меня последним в карьере. Я больше не могу продолжать выступления на высоком уровне».

## Статистика в профессиональном ММА
| Боёв 59         | Побед 34 | Поражений 24 |
| --------------- | -------- | ------------ |
| Нокаутом        | 7        | 6            |
| Сдачей          | 15       | 6            |
| Решением        | 12       | 12           |
| Не состоявшихся | 1        | 1            |

| Результат    | Рекорд    | Соперник           | Способ                     | Турнир                                      | Дата             | Раунд | Время | Место                   | Примечание                                                                      |
| ------------ | --------- | ------------------ | -------------------------- | ------------------------------------------- | ---------------- | ----- | ----- | ----------------------- | ------------------------------------------------------------------------------- |
| Поражение    | 34-24 (1) | Магомед Раисов     | TKO (удары руками)         | ACB 78                                      | 13 января 2018   | 1     | 1:37  | Грозный, Россия         |                                                                                 |
| Победа       | 34-23 (1) | Брендан Лоуфан     | Раздельное решение         | ACB 65                                      | 22 июля 2017     | 3     | 5:00  | Шеффилд, Англия         |                                                                                 |
| Поражение    | 33-23 (1) | Леандру Силва      | TKO (удары руками)         | ACB 51                                      | 13 января 2017   | 1     | 0:38  | Ирвайн, США             |                                                                                 |
| Поражение    | 33-22 (1) | Жесиас Кавалканти  | KO (удары руками)          | Titan FC 39: Cavalcante vs. Healy           | 10 июня 2016     | 1     | 2:07  | Корал-Гейблс, США       | Бой за вакантный титул чемпиона Titan FC в лёгком весе.                         |
| Победа       | 33-21 (1) | Мусин Корббри      | Единогласное решение       | Titan FC 37                                 | 4 марта 2016     | 3     | 5:00  | Риджфилд, США           |                                                                                 |
| Поражение    | 32-21 (1) | Рик Хоун           | Раздельное решение         | Titan FC 35                                 | 19 сентября 2015 | 5     | 5:00  | Риджфилд, США           | Не сделал вес, лишён титула чемпиона Titan FC в лёгком весе.                    |
| Победа       | 32-20 (1) | Маркус Эдвардс     | TKO (удары руками)         | Titan FC 34                                 | 18 июля 2015     | 2     | 3:17  | Канзас-Сити, США        | Защитил титул чемпиона Titan FC в лёгком весе.                                  |
| Победа       | 31-20 (1) | Курт Кинсер        | Раздельное решение         | Titan FC 33                                 | 20 марта 2015    | 5     | 5:00  | Мобил, США              | Выиграл титул чемпиона Titan FC в лёгком весе.                                  |
| Победа       | 30-20 (1) | Рикарду Тирлони    | Раздельное решение         | Arena Tour 4: Healy vs. Tirloni             | 20 декабря 2014  | 3     | 5:00  | Буэнос-Айрес, Аргентина |                                                                                 |
| Поражение    | 29-20 (1) | Глейсон Тибау      | Единогласное решение       | UFC Fight Night: Cerrone vs. Miller         | 16 июля 2014     | 3     | 5:00  | Атлантик-Сити, США      |                                                                                 |
| Поражение    | 29-19 (1) | Хорхе Масвидаль    | Единогласное решение       | UFC on Fox: Werdum vs. Browne               | 19 апреля 2014   | 3     | 5:00  | Орландо, США            |                                                                                 |
| Поражение    | 29-18 (1) | Бобби Грин         | Единогласное решение       | UFC on Fox: Johnson vs. Benavidez 2         | 14 декабря 2013  | 3     | 5:00  | Сакраменто, США         |                                                                                 |
| Поражение    | 29-17 (1) | Хабиб Нурмагомедов | Единогласное решение       | UFC 165                                     | 21 сентября 2013 | 3     | 5:00  | Торонто, Канада         |                                                                                 |
| Не состоялся | 29-16 (1) | Джим Миллер        | NC (допинг)                | UFC 159                                     | 27 апреля 2013   | 3     | 4:02  | Ньюарк, США             | Лучший бой вечера. Победа Хили сдачей отменена из-за проваленного допинг-теста. |
| Победа       | 29-16     | Курт Холобауф      | Единогласное решение       | Strikeforce: Marquardt vs. Saffiedine       | 12 января 2013   | 3     | 5:00  | Оклахома-Сити, США      |                                                                                 |
| Победа       | 28-16     | Мидзуто Хирота     | Единогласное решение       | Strikeforce: Rockhold vs. Kennedy           | 14 июля 2012     | 3     | 5:00  | Портленд, США           |                                                                                 |
| Победа       | 27-16     | Кейрос Фодор       | Сдача (треугольник руками) | Strikeforce: Tate vs. Rousey                | 3 марта 2012     | 3     | 3:35  | Колумбус, США           |                                                                                 |
| Победа       | 26-16     | Максимо Бланко     | Сдача (удушение сзади)     | Strikeforce: Barnett vs. Kharitonov         | 10 сентября 2011 | 2     | 4:27  | Цинциннати, США         |                                                                                 |
| Победа       | 25-16     | Эрик Уайзли        | Единогласное решение       | Strikeforce Challengers: Gurgel vs. Duarte  | 12 августа 2011  | 3     | 5:00  | Лас-Вегас, США          |                                                                                 |
| Победа       | 24-16     | Лайл Бирбом        | Единогласное решение       | Strikeforce Challengers: Beerbohm vs. Healy | 18 февраля 2011  | 3     | 5:00  | Сидар-Парк, США         |                                                                                 |
| Поражение    | 23-16     | Джош Томсон        | Сдача (удушение сзади)     | Strikeforce: Fedor vs. Werdum               | 26 июня 2010     | 3     | 4:27  | Сан-Хосе, США           |                                                                                 |
| Победа       | 23-15     | Брайан Трейверс    | Единогласное решение       | Strikeforce Challengers: Lindland vs. Casey | 21 мая 2010      | 3     | 5:00  | Портленд, США           |                                                                                 |
| Победа       | 22-15     | Сидней Силва       | TKO (коленом в корпус)     | W-1 MMA: Bad Blood                          | 20 марта 2010    | 2     | 2:33  | Монреаль, Канада        | Спустился в лёгкую весовую категорию.                                           |
| Победа       | 21-15     | Сэл Вудс           | Сдача (удушение д’арсе)    | TTP: Warriors Collide                       | 3 октября 2009   | 1     | 4:31  | Глен-Карбон, США        |                                                                                 |
| Поражение    | 20-15     | Ти Джей Уолдбергер | Единогласное решение       | Shark Fights 6: Stars & Stripes             | 12 сентября 2009 | 3     | 5:00  | Амарилло, США           | Бой за титул чемпиона Shark Fights в полусреднем весе.                          |
| Победа       | 20-14     | Райан Форд         | Раздельное решение         | MFC 20                                      | 20 февраля 2009  | 5     | 5:00  | Эноч, Канада            | Защитил титул чемпиона MFC в полусреднем весе.                                  |
| Победа       | 19-14     | Райан Форд         | Сдача (рычаг локтя)        | MFC 17: Hostile Takeover                    | 25 июля 2008     | 3     | 3:00  | Эдмонтон, Канада        | Выиграл титул чемпиона MFC в полусреднем весе.                                  |
| Поражение    | 18-14     | Джейк Элленбергер  | Единогласное решение       | IFL: Las Vegas                              | 29 февраля 2008  | 3     | 4:00  | Лас-Вегас, США          |                                                                                 |
| Победа       | 18-13     | Майк Гаймон        | Раздельное решение         | IFL: Las Vegas                              | 16 июня 2007     | 3     | 4:00  | Лас-Вегас, США          |                                                                                 |
| Поражение    | 17-13     | Рори Маркем        | KO (удары руками)          | IFL: Moline                                 | 7 апреля 2007    | 3     | 1:47  | Молин, США              |                                                                                 |
| Победа       | 17-12     | Рэй Стайнбейсс     | Единогласное решение       | IFL: Oakland                                | 19 января 2007   | 3     | 4:00  | Окленд, США             |                                                                                 |
| Победа       | 16-12     | Тим Стаут          | Сдача                      | Wild Bill’s: Fight Night 5                  | 17 ноября 2006   | 1     | 2:10  | Дулут, Джорджия, США    |                                                                                 |
| Поражение    | 15-12     | Энтони Торрес      | Сдача (удушение сзади)     | UFC Fight Night 6                           | 17 августа 2006  | 1     | 2:37  | Лас-Вегас, США          |                                                                                 |
| Победа       | 15-11     | Карлос Кондит      | Сдача (удушение сзади)     | Extreme Wars 3: Bay Area Brawl              | 3 июня 2006      | 3     | 2:53  | Окленд, США             |                                                                                 |
| Победа       | 14-11     | Стив Шнайдер       | Сдача (удушение сзади)     | Titan FC 3                                  | 20 мая 2006      | 1     | 3:54  | Дьюрант, США            |                                                                                 |
| Победа       | 13-11     | Брэндон Мелендес   | Сдача (удушение сзади)     | SF 15: Tribute                              | 8 апреля 2006    | 2     | 2:56  | Портленд, США           |                                                                                 |
| Победа       | 12-11     | Тики Гон           | TKO (травма плеча)         | WEC 19                                      | 17 марта 2006    | 3     | 0:25  | Лемор, США              |                                                                                 |
| Поражение    | 11-11     | Крис Уилсон        | KO (удар коленом)          | SF 14: Resolution                           | 6 января 2006    | 1     | 1:28  | Портленд, США           |                                                                                 |
| Поражение    | 11-10     | Карлу Пратер       | Сдача (треугольник руками) | Euphoria: USA vs. Japan                     | 5 ноября 2005    | 2     | 3:57  | Атлантик-Сити, США      |                                                                                 |
| Победа       | 11-9      | Курт Маккиннон     | Сдача (гильотина)          | KOTC: Firestorm                             | 24 сентября 2005 | 1     | 2:01  | Калгари, Канада         |                                                                                 |
| Победа       | 10-9      | Эдди Эллис         | TKO (удары руками)         | SF 12: Breakout                             | 16 сентября 2005 | 1     | 4:40  | Портленд, США           |                                                                                 |
| Поражение    | 9-9       | Джей Хирон         | Единогласное решение       | IFC: Rock N' Rumble                         | 30 июля 2005     | 3     | 5:00  | Рино, США               |                                                                                 |
| Победа       | 9-8       | Пол Дейли          | Сдача (гильотина)          | SF 11: Rumble at the Rose Garden            | 9 июля 2005      | 2     | 3:15  | Портленд, США           |                                                                                 |
| Победа       | 8-8       | Шейн Уисселс       | Сдача (рычаг локтя)        | IFC: Michigan                               | 16 июня 2005     | N/A   | N/A   | Су-Сент-Мари, США       |                                                                                 |
| Поражение    | 7-8       | Крис Лайтл         | Раздельное решение         | WEC 15                                      | 19 мая 2005      | 3     | 5:00  | Лемор, США              |                                                                                 |
| Поражение    | 7-7       | Дастин Динес       | Единогласное решение       | Absolute Fighting Championships 12          | 30 апреля 2005   | 3     | 5:00  | Форт-Лодердейл, США     |                                                                                 |
| Победа       | 7-6       | Майк Вундерлич     | Сдача (удушение сзади)     | IFC: Warriors Challenge 19                  | 26 марта 2005    | 1     | N/A   | Су-Сент-Мари, США       |                                                                                 |
| Поражение    | 6-6       | Франсиско Соарес   | Сдача (скручивание пятки)  | Freestyle Combat Challenge 18               | 5 марта 2005     | 1     | N/A   | Расин, США              |                                                                                 |
| Победа       | 6-5       | Дэн Харди          | Сдача (гильотина)          | Absolute Fighting Championships 10          | 30 октября 2004  | 1     | 3:50  | Форт-Лодердейл, США     |                                                                                 |
| Поражение    | 5-5       | Дейв Страссер      | Единогласное решение       | Madtown Throwdown 1                         | 21 августа 2004  | 3     | 5:00  | Мадисон, США            |                                                                                 |
| Победа       | 5-4       | Дэн Харт           | Сдача (удушение сзади)     | Freestyle Combat Challenge 15               | 12 июня 2004     | 1     | 2:44  | Расин, США              |                                                                                 |
| Поражение    | 4-4       | Деррик Ноубл       | Сдача (гильотина)          | HOOKnSHOOT: Boot Camp 1.1                   | 8 марта 2003     | 2     | N/A   | Эвансвилл, США          |                                                                                 |
| Победа       | 4-3       | Ричард Джонстон    | TKO (удары руками)         | Ultimate Ring Challenge 3                   | 4 января 2003    | 2     | 2:20  | Келсо, США              |                                                                                 |
| Поражение    | 3-3       | Брэд Блэкберн      | KO (удары руками)          | Rumble in the Ring 8                        | 16 ноября 2002   | 1     | 0:39  | Оборн, США              |                                                                                 |
| Поражение    | 3-2       | Денис Кан          | Сдача (гильотина)          | Rumble in the Ring 7                        | 20 июля 2002     | 1     | 3:42  | Оборн, США              |                                                                                 |
| Победа       | 3-1       | Рич Гойрин         | TKO (удары руками)         | FCFF: Throwdown on the Fairground 1         | 1 июня 2002      | N/A   | N/A   | Прайнвилл, США          |                                                                                 |
| Победа       | 2-1       | Шерк Джулиан       | TKO (удары руками)         | FCFF: Throwdown on the Fairground 1         | 1 июня 2002      | N/A   | N/A   | Прайнвилл, США          |                                                                                 |
| Победа       | 1-1       | Эдди Эванс         | Сдача (удушение сзади)     | FCFF: Rumble at the Roseland 3              | 11 мая 2002      | N/A   | N/A   | Портленд, США           |                                                                                 |
| Поражение    | 0-1       | Брэд Блэкберн      | TKO (удары руками)         | PPKA: Muckleshoot                           | 15 августа 2001  | 1     | 0:39  | Оборн, США              |                                                                                 |